# Philoscia salina
Philoscia salina là một loài chân đều trong họ Philosciidae. Loài này được Baker mô tả khoa học năm 1926.